# Gefangen – Der Fall K.
Gefangen – Der Fall K. (Arbeitstitel Der Mann, der zuviel wusste) ist ein deutscher Fernsehfilm aus dem Jahr 2018 von Regisseur Hans Steinbichler nach einem Drehbuch von Kit Hopkins und Hans Steinbichler basierend auf einer Vorlage von Henriette Piper. Die Erstausstrahlung des Filmdramas erfolgte am 23. Februar 2018 auf Arte. Am 10. September 2018 wurde der Film erstmals im ZDF ausgestrahlt.

## Handlung
Elke und Sebastian „Wastl“ Kronach sind ein Ehepaar. Sie arbeitet als Vermögensberaterin für die BAYHUB, eine Bank in München, er als Restaurator von Oldtimern. Mit Wissen ihres Vorgesetzten Dr. Harald Stern tätigt Elke illegale Geschäfte. Sie verlagert Schwarzgeld von wohlhabenden Kunden in Schweizer Tochterbanken der BAYHUB, um dieses vor den deutschen Steuerbehörden zu verstecken. Dazu fährt sie regelmäßig in die Schweiz. Zu ihren Kunden zählen unter anderem der Waffenhändler Richard Kranz von der Firma Kranz und Sohn mit dem Decknamen Gorilla sowie der Therapeut Dr. Max Lindner.
Es kommt zu einer zunehmenden Entfremdung des Paares. Wastl möchte seine Frau zur Aufgabe ihrer Schwarzgeldtransaktionen bewegen und sie vor Strafe bewahren, sie beendet daraufhin die Beziehung. Wastl kontaktiert Bankmanager Prof. Ralph Martinius und bittet ihn um Rat, damit die illegalen Aktivitäten in seiner Bank aufhören. Elke wird fristlos entlassen, die Bank findet drei weitere involvierte Mitarbeiter, die von Wastl aufgeführten Transaktionen fanden tatsächlich statt. Gegenüber Wastl behauptet die Bank allerdings, dass es keinerlei Hinweise auf die Richtigkeit der Anschuldigungen gebe und droht ihm mit weiteren rechtlichen Schritten, sollte er diese weiter äußern. Wastl zeigt die Vorfälle bei der Staatsanwaltschaft an. Die BAYHUB nimmt die Kündigung von Elke zurück.
Gegenüber Dr. Max Lindner gibt Elke an, von Wastl gestalkt zu werden, sie fühle sich von ihm bedroht. Lindner schreibt ihr ein entsprechendes Gutachten. Wastl wird von Elkes Rechtsanwalt Werner Spruck wegen gefährlicher Körperverletzung und Freiheitsberaubung bei der Staatsanwaltschaft München angezeigt. Zuspruch erhält Wastl von seinem Freund Stefan Menges, der ihn zu einem Anwalt rät. Vor Richter Hartmut Schober vertritt sich Wastl allerdings selbst. Anwalt Spruck stellt den Antrag den Angeklagten auf seinen Geisteszustand zu untersuchen, nach dem Dafürhalten seiner Mandantin sei dieser gemeingefährlich und paranoid. Als Beweis legt sie das Gutachten von Lindner vor, der Wastl nie gesehen hatte.
Richter Franz Streibl wird von Steuerfahnder Brunner wegen der Anzeige von Wastl kontaktiert. Laut Streibl, der über die Anzeige von Elke informiert ist, will Wastl seiner Frau nur etwas anhängen. Die Anzeige von Wastl wird daher von Streibl ohne Prüfung der Angaben eingestellt. Bald darauf wird Wastl mitten in der Nacht von der Polizei verhaftet und in eine Forensisch-Psychiatrische Klinik gebracht, wo er nach mehreren Wochen von Chefarzt Prof. Dr. Thorsten Rott begutachtet werden soll. Nachdem sich Wastl weigert, ohne Zeugen und ohne Protokolleinsicht mit ihm zu sprechen, attestiert ihm Rott eine zunehmende Wahnsymptomatik. Vom Landgericht München erhält er eine Anordnung zur Unterbringung in der geschlossenen Abteilung der Psychiatrie.
Dort wendet sich Wastl per Brief unter anderem an die Bundeskanzlerin, den Bundespräsidenten und andere Verfassungsorgane. Dem Chefarzt Rott wirft Wastl Freiheitsberaubung vor. Elke ist mittlerweile mit ihrem Vorgesetzten Harald Stern verheiratet. Im Verfahren der nunmehrigen Elke Stern gegen Sebastian Kronach übernimmt Richter Streibl den Vorsitz, wobei Wastl sich an ein Foto erinnert, auf dem der Richter gemeinsam mit Dr. Harald Stern und Elke zu sehen ist. Streibl verurteilt Wastl zur Unterbringung in einem psychiatrischen Krankenhaus wegen Gemeingefährlichkeit aufgrund eines Gutachtens von Rott. 
Wastl wendet sich an Richterin Sophia Lerchenfeld vom Vollstreckungsgericht, die den Eindruck hat, dass er mit seinen Beschwerden gegen sein Urteil recht hat. Sie stellt einen Antrag auf Entlassung und empfiehlt für ein Gutachten Professor Becker aus Hamburg. Nach einem Gespräch mit Psychiater Dr. Justus Stein kann dieser keine rechtliche Geschäftsunfähigkeit feststellen. Von Stefan Menges erfährt Wastl, dass die BAYHUB seine Hypothek an eine Tochtergesellschaft verkauft hat und sein Elternhaus zwangsversteigert wurde. Ein Gutachten von Prof. Becker lehnt Wastl allerdings ab, weil ihm nicht ausreichend Zeit zur Vorbereitung gewährt wurde, wie ihm das rechtlich zustehen würde. Das daraufhin ohne Gespräch erstellte Gutachten von Prof. Becker entkräftet das Gutachten von Dr. Justus Stein. Die Staatsanwaltschaft lehnt das Gesuch von Richterin Lerchenfeld auf Überprüfung der Unterbringung ab.
Ein Fernsehbeitrag eines anderen Betroffenen eines Justizirrtums bringt ihn auf die Idee, seine Geschichte selbst auf Video aufzunehmen. Der Videobeitrag gelangt auch an die Medien, die dadurch auf seinen Fall aufmerksam werden. Nach mehr als sieben Jahren kommt Wastl schließlich frei. Im Abspann erfährt der Zuschauer, dass am 4. November 2015 das Bundeskabinett eine Gesetzesreform beschloss, die eine jahrelange Unterbringung von Straftätern nur noch in gravierenden Fällen zulässt. Das Gesetz trat am 1. August 2016 in Kraft.

## Produktion
Produziert wurde der Film von der deutschen Zeitsprung Pictures GmbH (Produzenten Michael Souvignier und Dominik Frankowski) im Zusammenarbeit mit dem ZDF und Arte. Unterstützt wurde die Produktion vom FilmFernsehFonds Bayern. Gedreht wurde im April und Mai 2017 unter anderem in der ehemaligen Justizvollzugsanstalt Augsburg in Augsburg-Hochfeld.
Die Kamera führte Christian Rein, die Montage verantwortete Christian Lonk und das Casting Franziska Aigner, die Musik schrieb Sebastian Pille. Das Kostümbild gestaltete Caroline Sattler, das Szenenbild Heike Lange, den Ton Frank Heidbrink und die Maske Anette Keiser.

## Rezeption

### Kritiken
Oliver Armknecht bewertete den Film auf film-rezensionen.de mit sechs von zehn Punkten. Das Krimidrama sei erschütternd und klage ein System an, in dem es an effektiven Kontrollinstanzen mangelt. Der starke Fokus auf die Figur und weniger die Mängel an sich ließen den Film jedoch etwas unbefriedigend werden.
Rainer Tittelbach vergab auf tittelbach.tv fünf von sechs Sternen. Der dem Schicksal von Gustl Mollath nachempfundene Film schildere sachlich, aber durchaus mitfühlend eine Stunde lang die Vorgänge vor der Einweisung; im letzten Drittel in der Klinik beweise Steinbichler, dass er ein Filmemacher ist, der große Gefühle nicht scheue. Jan Josef Liefers nehme den Zuschauer mit durch diese unglaubliche Geschichte, in der das Emotionale auch Mittel ist, einem möglichst großen Publikum die gesellschaftspolitischen Implikationen dieses Falls näherzubringen.
Filmdienst.de meinte, dass der packende, auf den überzeugenden Hauptdarsteller fokussierte Film das Martyrium des Mannes eindringlich auslote, darüber aber die Intrige gegen ihn und ihre Nutznießer in Wirtschaft und Politik eher außen vorlasse.
Eric Leimann schrieb auf prisma.de, dass Regisseur Steinbichler Wastls emotionale Verwahrlosung in klassische Drama-Bilder verpacke und dessen Niedergang als großen Spielplatz seines Hauptdarstellers Jan Josef Liefers inszeniere. Steinbichler sei in seinem Fernsehwerk allerdings auch die ein oder andere Plattitüde unterlaufen. Das verschwörerische Zusammenspiel von Banken, Behörden und fiesen Psychiatern wäre auch in einem klassischen Horror-B-Movie nicht weniger auf die erwartbare Spitze getrieben worden.
tvspielfilm.de urteilte: „Kafka in Bayern: surreal, komplex und tragisch“. Autorin und Regisseur ließen Wastl aus lauteren Motiven handeln, sie zeigten ihn als Opfer von Intrigen und Willkür, aber auch als neurotischen Wichtigtuer. Liefers sei selten besser gewesen, er vermittle diese Ambivalenz perfekt. Schade sei, dass der sensible TV-Film etwas abrupt ende.

### Einschaltquote
Die Erstausstrahlung am 23. Februar 2018 auf Arte verfolgten 1,3 Millionen Personen.
Am 10. September 2018 erreichte die Erstausstrahlung im ZDF 4,7 Millionen Seher, der Marktanteil betrug 16,1 Prozent.